# Templo Uttara Swami Malai

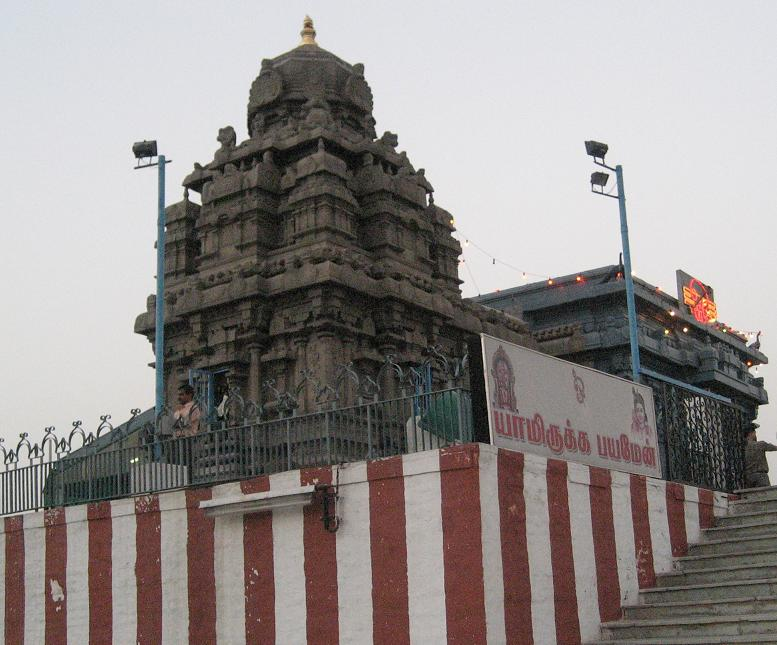
Malai Mandir

El Templo Uttara Swami Malai , popularmente conocido como Malai Mandir (literalmente, Templo de la Colina), es un complejo hinduista de templos en Nueva Delhi localizado en la afluente zona de Palam Marg, principalmente dedicado al Señor Swaminatha (Murugan), mayormente reverenciado por las personas de las comunidades con origen en Tamil Nadu, Andhra Pradesh, Kerala y Kannada, que habitan en la ciudad.
Se consagró el 7 de junio de 1973.